# Ланьгао
Ланьга́о (кит. упр. 岚皋, пиньинь Lángāo, буквально: «возвышенность у реки Ланьхэ») — уезд городского округа Анькан провинции Шэньси (КНР).

## История
В начале империи Цин в этих местах, административно относящихся к уезду Анькан, был устроен контрольно-пропускной пункт. Так как для возведения строений на местной возвышенности использовались кирпичи из материала, добываемого на этой же возвышенности, то эти места получили название Чжуаньпин (砖坪, «кирпичная возвышенность»). После подавления восстания, поднятого сектой «Белый лотос», на стыке провинций Шэньси, Хубэй и Сычуань в 1822 году был создан Чжуаньпинский комиссариат (砖坪厅), выведенный из-под юрисдикции уезда Анькан и подчинённый непосредственно Синъаньской управе (兴安府) провинции Шэньси.
После Синьхайской революции была проведена реформа структуры административного деления, и в 1913 году управы и области были упразднены, а Чжуаньпинский комиссариат был преобразован в уезд Чжуаньпин (砖坪县). В 1917 году уезд Чжуаньпин был переименован в уезд Ланьгао.
В 1951 году был создан Специальный район Анькан (安康专区), и уезд вошёл в его состав. В 1958 году уезды Анькан и Ланьгао были объединены в один уезд, но в 1961 году разделены вновь. В 1968 году Специальный район Анькан был переименован в Округ Анькан (安康地区).
В 2000 году были расформированы округ Анькан и город Анькан и образован городской округ Анькан.

## Административное деление
Уезд делится на 12 посёлков.